# Euthyme de Sardes
Pour les articles homonymes, voir Euthyme et Sardes.
Euthyme de Sardes (Ευθύμιος Σάρδεων) est un prélat byzantin, né en 754, mort le 26 décembre 831, considéré comme un saint martyr victime de la persécution des iconoclastes.

## Biographie
Sa Vie a été écrite juste après sa mort par le futur patriarche Méthode. Il en existe une autre version, due à un moine hagiographe du Xe siècle nommé Métrophane.
Méthode, étant consigné sur l'îlot Saint-André au moment de la rédaction de la Vie, indique qu'il n'a pu se documenter sur l'origine familiale et la jeunesse de son héros, dont il ne dit rien. Euthyme, âgé seulement de trente-trois ans, était déjà métropolite de Sardes, sixième dans la hiérarchie ecclésiastique byzantine, au moment du deuxième concile de Nicée (septembre-octobre 787), dans lequel il joua un rôle actif. Son jeune âge et son assurance dans cette assemblée rendent très probable une origine aristocratique.
Il fut ambassadeur auprès du calife Haroun al-Rachid en 798. Il fut ensuite disgracié en 803 (il aurait fait entrer au couvent une jeune fille que convoitait l'empereur Nicéphore Ier), et fut compromis peu après, à tort ou à raison, dans l'usurpation de Bardanès Tourkos, ce qui entraîna sa déposition de son siège (comme celles de ses collègues Théophylacte de Nicomédie et Eudoxe d'Amorion). Après la mort de Nicéphore Ier (811), il recouvra sa dignité d'archevêque, mais non son siège, et se retira dans un monastère de Bithynie. En 814, Jean le Grammairien et Antoine de Syllaion se déplacèrent de la capitale et passèrent trois mois à tenter de le rallier à l'iconoclasme. 
Il fut convoqué à la conférence de décembre 814 au palais impérial, et apparut comme l'un des principaux chefs du parti iconodule.
Ensuite, il fut exilé avec d'autres opposants sur l'île de Thasos. Après l'assassinat de l'empereur Léon V (Noël 820), son successeur Michel II libéra les prisonniers iconodules, et rappela notamment Euthyme à Constantinople. Laissé libre de ses mouvements, et invité à l'occasion à la table impériale, l'archevêque n'en continua pas moins à défendre la cause du culte des images, comme en témoigne la correspondance de Théodore Studite. La mort de ce dernier en 826, puis celle du patriarche déposé Nicéphore en 828, fit apparaître Euthyme comme la figure de proue du parti des iconodules, dont les rangs étaient d'ailleurs devenus très clairsemés.
En 831, un libelle prédisant la mort prochaine de l'empereur Théophile circule à Constantinople. L'enquête se porte sur les foyers d'agitation iconodules. Euthyme, arrêté, est conduit au palais où l'empereur l'interroge lui-même. Il est en fait accusé de complot et invité à dénoncer ses complices. Finalement, devant l'empereur exaspéré, il reçoit quatre gifles et est dépouillé de ses vêtements. Il est ensuite relégué à l'îlot Saint-André, dans la mer de Marmara, où se trouve déjà le futur patriarche Méthode (16 décembre 831). Les deux hommes peuvent s'entretenir et partager leur repas.
Le 18 décembre, trois hommes arrivent pour l'interroger : le logothète du Drome, Arsaber (beau-frère de l'impératrice Théodora), le « secrétaire de l'encrier », Théoctiste, et un « manglavite » (soldat d'un corps de la garde impériale). Euthyme subit plusieurs heures d'interrogatoire ponctuées de cent vingt coups de fouet. Le vieillard (âgé de 77 ans) survit huit jours grâce aux soins de Méthode, et meurt le 26 décembre à l'aube.
Le bruit se répand que le culte des images a un martyr, et des fidèles viennent voir et toucher la dépouille, d'abord placée sur un banc, puis dans le narthex de l'église du lieu. Le 28 décembre, sous la neige, le neveu d'Euthyme, un « spathaire » (dignitaire du palais), arrive pour la cérémonie. Le corps reste exposé quarante jours dans un cercueil de bois sans se corrompre, et les miracles se multiplient, notés par Méthode qui se met à la rédaction de son hagiographie. Euthyme est en fait le seul martyr avéré de la défense du culte des images.

## Liens
- Ressource relative à la religion :   - Dictionnaire de spiritualité
- Notices d'autorité :   - VIAF
  - Vatican